# Миллер, Маркус (футболист)
Маркус Миллер (нем. Markus Miller; родился 2 апреля 1982 года в Линденберг-им-Альгойе) — немецкий футболист, вратарь.

## Карьера
После одного сезона, проведенного в клубе «Аугсбург», игрок перешёл в «Карлсруэ». В этом клубе Миллер сумел раскрыть потенциал, стал незаменимым для команды игроком и полноценным первым номером.
За «Карлсруэ» провел 183 матча. После истечения срока контракта Миллер в сезоне-2010/11 пополнил ряды «Ганновера-96». На протяжении нескольких лет вынужден был довольствоваться ролью второго вратаря, из-за чего у спортсмена даже случился нервный срыв